# Szamosújlak, Szabolcs-Szatmár-Bereg
Szamosújlak  este un sat în districtul Fehérgyarmat, județul Szabolcs-Szatmár-Bereg, Ungaria, având o populație de 390 de locuitori (2011). 

## Demografie
Componența etnică a satului Szamosújlak
     Maghiari (100%)
Componența confesională a satului Szamosújlak
     Reformați (74,1%)
     Romano-catolici (4,62%)
     Fără religie (2,05%)
     Greco-catolici (1,28%)
     Necunoscută (17,95%)
Conform recensământului din 2011, satul Szamosújlak avea 390 de locuitori. Din punct de vedere etnic, majoritatea locuitorilor (100,0%) erau maghiari.  Din punct de vedere confesional, majoritatea locuitorilor (74,1%) erau reformați, existând și minorități de romano-catolici (4,62%), persoane fără religie (2,05%) și greco-catolici (1,28%). Pentru 17,95% din locuitori nu este cunoscută apartenența confesională.